# 焼けた道
「焼けた道 」（やけたみち）は、1977年10月21日に発売されたやしきたかじんの3枚目のシングル。

## 解説
アルバム未収録曲。「新・木枯し紋次郎」の主題歌として採用された。シングルのジャケットは同ドラマの主役である中村敦夫が木枯し紋次郎に扮した姿で写っている。

## 収録曲
- 両楽曲共に、作曲：猪俣公章／編曲：クニ河内

1. 焼けた道 [03:56]
作詞：中村敦夫
2. けもの道 [04:01]
作詞：保富康午